# Берзарин, Николай Эрастович
Никола́й Эра́стович Берза́рин (19 марта [1 апреля] 1904, Санкт-Петербург — 16 июня 1945, Берлин) — советский военачальник. Командующий 27-й, 34-й, 39-й и 5-й ударной армиями РККА во время Великой Отечественной войны. Первый комендант взятого советскими войсками Берлина и начальник Берлинского гарнизона (24 апреля 1945 — 16 июня 1945 года). Генерал-полковник (20 апреля 1945). Герой Советского Союза (6 апреля 1945).

## Биография
Николай Эрастович Берзарин родился 1 апреля 1904 года в городе Санкт-Петербурге, в семье рабочего и швеи. Николай, его брат и три сестры рано остались без родителей: отец умер в 1917 году, мать — в 1918 году.

## Гражданская война
В 1913 году поступил на вечерние курсы в Петроградской начальной школе, окончил образование со специальностью «переплётчик».
14 октября 1918 года Берзарин добровольно вступил в Красную армию и сражался на Северном фронте против белогвардейцев и английских войск. Затем служил на Петроградском боевом участке. В 1921 году участвовал в подавлении Кронштадтского восстания и в должности помощника начальника пулемётной команды и командира взвода — в разгроме повстанческих отрядов в Амурской губернии во время Зазейского восстания (1924). В 1923 году окончил Петроградские курсы комсостава.
Член ВЛКСМ (с 1922). Член ВКП(б) (с 1926). С марта 1924 года командовал взводом полковой школы 5-го Амурского стрелкового полка 2-й Амурской стрелковой дивизии.

## Межвоенный период
В 1925 году женился на служащей сберегательных касс Натальей Просинюк; в браке у них родились две дочери: Лариса (1926) и Ирина (1938).
Окончил в 1925 году пулемётные курсы при Стрелково-тактических курсах усовершенствования комсостава РККА «Выстрел» имени Коминтерна, в 1927 году — курсы усовершенствования комсостава Сибирского военного округа (Омск). В 1927 году возвратился в Сибирь, где командовал взводом. В октябре 1928 года назначается курсовым командиром Курсов командного состава в Иркутске. Активно участвует в боях на КВЖД, после чего много лет продолжает службу на Дальнем Востоке. С апреля 1931 года командовал ротой, с марта 1932 года был ответственным секретарём партийного бюро Иркутских курсов подготовки командиров пехоты, с июля 1933 года служит в штабе ОКДВА в Хабаровске помощником начальника отдела боевой подготовки и командиром для особых поручений. С февраля 1935 года — командир 77-го стрелкового полка 26-й стрелковой дивизии ОКДВА. В августе 1937 года назначен начальником 2-го отдела штаба Приморской группы войск ОКДВА.
В июле—августе 1938 года командовал 32-й стрелковой дивизией ОКДВА, участвовавшей в боях у озера Хасан. В декабре 1938 года назначен командиром 59-го стрелкового корпуса ОКДВА, а в июле 1940 года — заместителем командующего 1-й Краснознамённой армией Дальневосточного фронта. С 28 мая 1941 года — командующий 27-й армией Прибалтийского Особого военного округа.

## Великая Отечественная война
В Великую Отечественную войну Берзарин вступил командующим этой армией, участвовал в Прибалтийской оборонительной операции, затем оборонялся в районе озера Селигер в составе Северо-Западного фронта. С декабря 1941 года командовал 34-й армией Северо-Западного фронта; участвовал в Демянской операции 1942 года. С октября 1942 года был заместителем командующего 61-й армией, с марта 1943 — заместителем командующего 20-й армией. С 4 января 1943 года — командующий войсками 20-й армией Западного фронта. В марте 1943 года тяжело ранен под Вязьмой, после чего находился до августа 1943 года в военном госпитале.
С сентября 1943 года — командующий 39-й армией на Западном, Калининском и 1-м Прибалтийском фронтах. Участвовал в зимних наступательных боях 1943—1944 годов на витебском направлении (Витебская наступательная операция).
С 30 мая 1944 года — командующий 5-й ударной армией 3-го Украинского фронта и 1-го Белорусского фронта — с октября 1944 года. Отличился в наступательных операциях: Ясско-Кишинёвской операции (его армия освободила Кишинёв), в Висло-Одерской операции (армия Берзарина прорвала немецкую оборону и обеспечила ввод в прорыв ударной группировки фронта — 2-й гвардейской танковой армии), в операции по удержанию и расширению плацдарма в районе Кюстрина, в Берлинской операции. На подступах к Берлину армия Берзарина наступала в составе главной ударной группировки фронта, а в штурме Берлина 5-й ударной армии под командованием Берзарина была поручена боевая задача особой важности — овладеть районом правительственных кварталов, расположенных в центре города, в том числе имперской канцелярией, где находилась ставка Гитлера. Ударная армия Берзарина вошла в берлинский район Марцан (нем. Marzahn) 21 апреля.

Николай Эрастович Берзарин был преданный сын Коммунистической партии, патриот Родины, опытный, волевой, дисциплинированный командир. Командуя армиями, Н. Э. Берзарин в Ясско-Кишинёвской, Висло-Одерской,Берлинской и других операциях проявил себя талантливым военачальником. К разработке операций и руководству войсками относился вдумчиво, творчески выполняя приказы высшего командования.
— Четырежды Герой Советского Союза  Маршал Советского Союза  Жуков Г. К. Воспоминания и размышления. Том 2. — 3-е издание. — М.:  Издательство Агентства печати Новости, 1978. — С. 308.

## Комендант Берлина
Маршал Жуков назначил 24 апреля 1945 года Берзарина первым советским комендантом и начальником советского гарнизона г. Берлин.

Учитывая наиболее успешное продвижение 5-й ударной армии, а также особо выдающиеся личные качества её командарма Героя Советского Союза генерал-полковника Н. Э Берзарина, 24 апреля командование назначило его первым советским комендантом и начальником советского гарнизона в Берлине.
— Четырежды Герой Советского Союза  Маршал Советского Союза  Жуков Г. К. Воспоминания и размышления. Том 2. — 3-е издание. — М.:  Издательство Агентства печати Новости, 1978. — С. 308.
28 апреля 1945 года был опубликован подписанный Берзариным приказ № 1 «О переходе всей полноты власти в Берлине в руки советской военной комендатуры». Городская комендатура разместилась в районе Лихтенберг (нем. Lichtenberg), в то время, как штаб-квартира советского гарнизона, которая также подчинялась ему, находилась в районе Карлсхорст.
Берзарину удалось быстро наладить снабжение голодающего гражданского населения Берлина основными продуктами питания. Заработали полевые кухни, обеспечивавшие берлинцев бесплатным горячим питанием, детям до восьми лет также выдавали молоко. Была восстановлена работа электростанции в Карлсхорсте, началось восстановление мостов, линий электропередач, транспортных путей, систем водоснабжения и канализации.
Н. Э. Берзарин находился в должности коменданта Берлина 54 дня.

## Гибель
16 июня 1945 года Берзарин погиб в автокатастрофе на перекрёстке Шлоссштрассе и Вильгельмштрассе (ныне — Ам-Тирпарк и Альфред-Ковальке-Штрассе) в берлинском районе Фридрихсфельде.
Его гибель породила несколько версий смерти, слухов и легенд. По первой версии, причиной аварии явилось то, что генерал Берзарин, ездивший до этого по Берлину на двухколёсном американском мотоцикле «Harley», в то утро впервые сел за руль подаренного ему накануне трофейного немецкого «Zündapp KS 750» с коляской и не справился с управлением. На перекрёстке Шлоссштрассе—Вильгельмштрассе наперерез шла колонна советских грузовиков со стройматериалами. Мотоцикл генерала на скорости 70 км/ч приблизился к перекрёстку, и генерал Берзарин, решив проскочить сквозь колонну, нажал на газ. Однако сказались отсутствие навыков езды на мотоцикле с коляской, Берзарин потерял управление и, ударившись о левый борт грузовика, получил множественные тяжёлые ранения головы и груди, от которых погиб на месте. Вместе с ним погиб его ординарец, сидевший в коляске мотоцикла. Эта версия была представлена[кем?] Сталину как официальная.
По свидетельству немецкого историка-исследователя, автора биографической книги о Берзарине, директора Немецко-русского музея в Карлсхорсте Петера Яна, при вскрытии в крови у Берзарина были также обнаружены следы алкоголя. Серьёзная степень опьянения была и у водителя грузовика.
По другой версии, которую также озвучил Петер Ян, по показаниям свидетеля аварии, никакой колонны грузовиков не было. Мотоцикл Берзарина на полном ходу врезался передним колесом в высокий каменный бордюр и мотоциклист, вылетев из седла, пролетел большую дугу в воздухе.
Третья версия исходит от Фрица Ковиршке, шофёра крупного берлинского полуподпольного предпринимателя Фрица Ашингера, с которым Берзарину приходилось иметь дела, связанные со снабжением города продовольствием. Однажды генерал взял себе в фирме «Ашингер» дорогой спортивный «Horch» с номерными знаками IA-7001. Вскоре его «Horch» попал в ДТП со смертельным исходом на гоночной трассе АФУС под Берлином.
Некоторые англоязычные источники говорят о том, что виновниками гибели генерала Берзарина были бойцы «Вервольфа».
Генерал И. А. Серов, в то время заместитель Главноначальствующего СВАГ, в книге «Записки из чемодана» (М.: Абрис, 2017, стр. 299), пишет, что «Берзарин на большой скорости врезался головой в впереди идущий „Студебеккер“ и умер».
Проводить в последний путь первого коменданта Берлина пришли около тысячи представителей гражданского населения города.
Похоронен в Москве, на Новодевичьем кладбище.

## Память
- Н. Э. Берзарин — Почётный гражданин города Берлина. Это звание было присвоено ему посмертно правительством ГДР в 1975 году. После объединения Германии в 1992 году Берзарин был исключён из списков почётных граждан вместе с рядом других советских военачальников. После жарких дебатов, 11 февраля 2003 года Сенат Берлина, с подачи правящего бургомистра Клауса Воверайта, вернул Берзарину звание почётного гражданина Берлина на основании дополнительного изучения материалов.
- В берлинском районе Фридрихсхайн его именем названа площадь (нем. Bersarinplatz).
- С апреля 2005 года в административном округе Берлина Марцан-Хеллерсдорф имя Берзарина носит мост[нем.] (нем. Nikolai-Bersarin-Brücke)[10].
- 24 июня 2020 года в Берлине была торжественно открыта мемориальная доска генералу Берзарину.
- Имя Берзарина носят улицы в:
  - Москве,
  - Волгограде,
  - городе Артём Приморского края,
  - городе Духовщина Смоленской области,
  - селе Лычково Демянского р-на Новгородской области,
- а также улицы в ближнем зарубежье:
  - Донецке (Украина)
  - Кишинёве (Молдавия), в 1991 году переименована в улицу Митрополита Петру Мовилэ,
  - городе Новые Анены (Молдавия),
  - селе Кириет-Лунга Чадыр-Лунгского р-на Гагаузии (Молдавия).
- В сентябре 1999 года в российско-германском Музее Берлин-Карлсхорст была развёрнута документальная выставка, посвящённая жизни генерала Берзарина и его деятельности на посту коменданта. Директор музея, историк Петер Ян говорил: «Я родился близ Берлина и фактически являюсь берлинцем с шестого месяца жизни. Конечно, меня особенно интересует всё, что связано с историей родного города. А в ней трудно найти более драматический период, чем конец апреля — начало мая 1945 года. Поэтому не может не привлекать внимание фигура человека, который в это время принял под своё „командование“ целый город, руководил жизнью оставшихся в нём двух миллионов обывателей»[11].
- 16 июня 2005 года, к шестидесятилетию гибели Берзарина, на месте катастрофы посажена берёза, 24 июня 2013 года здесь же установлен памятный камень[12].

- В 2019 году Почта Приднестровья выпустила почтовую марку, приуроченную к 115-летию со дня рождения Н. Э. Берзарина.
- В 2020 году, в годовщину 75-летия Победы и гибели Николая Берзарина, памяти первого коменданта и восстановлению Берлина посвящён проект «Последний подвиг Николая Берзарина», который включал в себя выставки в Москве и в Берлине, детские шахматные турниры, выездные уроки[13].
- 9 декабря 2020 года его именем назван сквер в Санкт-Петербурге[14].
- Имя Николая Берзарина взял в качестве псевдонима для своего музыкального проекта («Bersarin Quartett») немецкий исполнитель Томас Бюкер[15].

## Награды
- Герой Советского Союза (медаль «Золотая Звезда» № 5656) (06.04.1945)
- Два ордена Ленина (21.02.1945, 06.04.1945)
- Два ордена Красного Знамени (25.10.1938, 03.11.1944)
- Два ордена Суворова I степени (09.04.1943, 29.05.1945)
- Орден Кутузова I степени (22.09.1943)
- Орден Богдана Хмельницкого I степени (13.09.1944)
- Орден Красной Звезды (22.02.1941)
- Юбилейная медаль «XX лет Рабоче-Крестьянской Красной Армии» (22.02.1938)
- Медаль «За оборону Москвы»
- Медаль «За освобождение Варшавы»
- Медаль «За взятие Берлина»
- Медаль «За победу над Германией в Великой Отечественной войне 1941—1945 гг.»

Иностранные награды:
- Командор ордена Почётного Легиона (09.05.1945), (Франция)

## Воинские звания
- Майор (17.02.1936)
- Полковник (15.06.1937)
- Комбриг (31.12.1938)
- Генерал-майор (04.06.1940)
- Генерал-лейтенант (28.04.1943)
- Генерал-полковник (20.04.1945)

## Кино
Николай Эрастович Берзарин стал прообразом героя (генерала Берёзова, которого сыграл актёр Вячеслав Шалевич) художественного фильма «Кодовое название — „Южный гром“» (режиссёр Николай Гибу, киностудия «Молдова-филм», 1980).
В 1970 году Рижская киностудия выпустила документальный фильм «Последний комендант». Режиссёр Шнейдеров.